# لودو دیرکسنس
لودو دیرکسنس (انگلیسی: Ludo Dierckxsens؛ زادهٔ ۱۴ اکتبر ۱۹۶۴) دوچرخه‌سوار اهل بلژیک است.
از باشگاه‌هایی که در آن بازی کرده‌است می‌توان به لاندباوکردیت–کولناخو و تیم یوای‌ئی امارات اشاره کرد.